# Alf Lövenborg
Alf Arthur Lövenborg, född 11 maj 1933 i Morjärvs kyrkobokföringsdistrikt i Norrbottens län, död 6 september 2021 i Örnäsets distrikt i Luleå, var en svensk tidigare chefredaktör och politiker (vänsterpartiet kommunisterna, och från 1977 Arbetarpartiet Kommunisterna).
Alf Lövenborg var chefredaktör för Norrskensflamman 1966–1972 och 1980–1989. Han var ledamot av Sveriges riksdag 1971–1979, invald i Norrbottens läns valkrets.
Alf Lövenborg blev svårt komprometterad i samband med tidningens inköp av ny tryckpress 1966. Den levererades från DDR. 
Kostnad 632 610 kronor, en skuld som aldrig reglerades. Likväl begärde tidningen, och fick, bidrag till denna summa. När falsariet upptäcktes vid en revision åkte Lövenborg till DDR och kom hem med två kvitton på beloppet, pengar som aldrig betalats. När detta så småningom uppdagades var brottet redan preskriberat.[källa behövs]
När Lövenborg lämnade Vänsterpartiet under pågående mandatperiod blev han politisk vilde.